# Талакан (городское поселение)
Рабочий посёлок (пгт) Талакан — упразднённое муниципальное образование со статусом городского поселения в Бурейском районе Амурской области Российской Федерации.
Административный центр — рабочий посёлок Талакан.

## История
Образован в 1979 году решением Облисполкома Амурской области от 23.05.1979 № 246, который гласил:
«В связи с развертыванием строительства Бурейской ГЭС, значительным увеличением населения в поселке гидростроителей Талакане и в целях улучшения руководства хозяйственным и культурным строительством разукрупнить Чеугдинский сельсовет Бурейского района и образовать Талаканский сельсовет с центром в поселке Талакан»
.
Муниципальное образование образовано в соответствии с Законом Амурской области от 11 ноября 2005 года № 92-ОЗ.
Упразднено в январе 2021 года в связи с преобразованием муниципального района в муниципальный округ.

## Население
| \| 2010[7] \| 2011[8] \| 2012[9] \| 2013[10] \| 2014[11] \| 2015[12] \| 2016[13] \| \| -------- \| -------- \| -------- \| -------- \| -------- \| -------- \| -------- \| \| 5176 \| ↘5159 \| ↘5031 \| ↘4898 \| ↘4766 \| ↘4639 \| ↘4477 \| \| 2017[14] \| 2018[15] \| 2019[16] \| 2020[2] \| \| \| \| \| ↘4377 \| ↘4345 \| ↘4241 \| ↘4139 \| \| \| \| 1000 2000 3000 4000 5000 6000 2010 2015 2020 |       |       |       |       |       |       |
| 2010 | 2011  | 2012  | 2013  | 2014  | 2015  | 2016  |
| 5176 | ↘5159 | ↘5031 | ↘4898 | ↘4766 | ↘4639 | ↘4477 |
| 2017 | 2018  | 2019  | 2020  |       |       |       |
| ↘4377 | ↘4345 | ↘4241 | ↘4139 |       |       |       |

## Состав городского поселения
| № | Населённый пункт | Тип населённого пункта                  | Население |
| - | ---------------- | --------------------------------------- | --------- |
| 1 | Талакан          | рабочий посёлок, административный центр | ↘3132     |